# Perfect Dark (spelserie)
Perfect Dark är en TV-spelserie bestående av tre utgivna och ett planerat spel där Joanna Dark innehar huvudrollen i samtliga versioner.

## Titlar i serien

### Datorspel
- Perfect Dark, Nintendo 64 (2000)
- Perfect Dark, Game Boy Color (2000)
- Perfect Dark Zero, Xbox 360 (2005)

### Romaner
- Perfect Dark: Initial Vector, utkom 2005
- Perfect Dark: Second Front, utkom 2007

### Seriealbum
- Perfect Dark: Janus' Tears, utkom 2007